# آرخانگلسکویه (سرزمین آلتای)
آرخانگلسکویه (به لاتین: Arkhangelskoye) یک منطقهٔ مسکونی در روسیه است که در سرزمین آلتای واقع شده‌است.